# شليسفيك الجنوبية

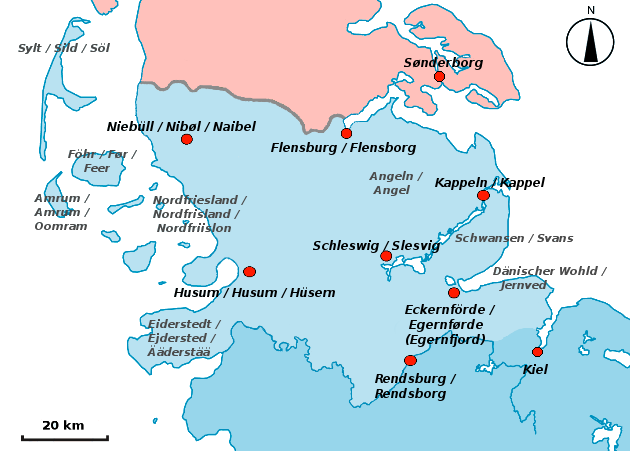
شليسفيك الجنوبية مع أسماء الأماكن الألمانية والدنماركية والفريزية الشمالية.

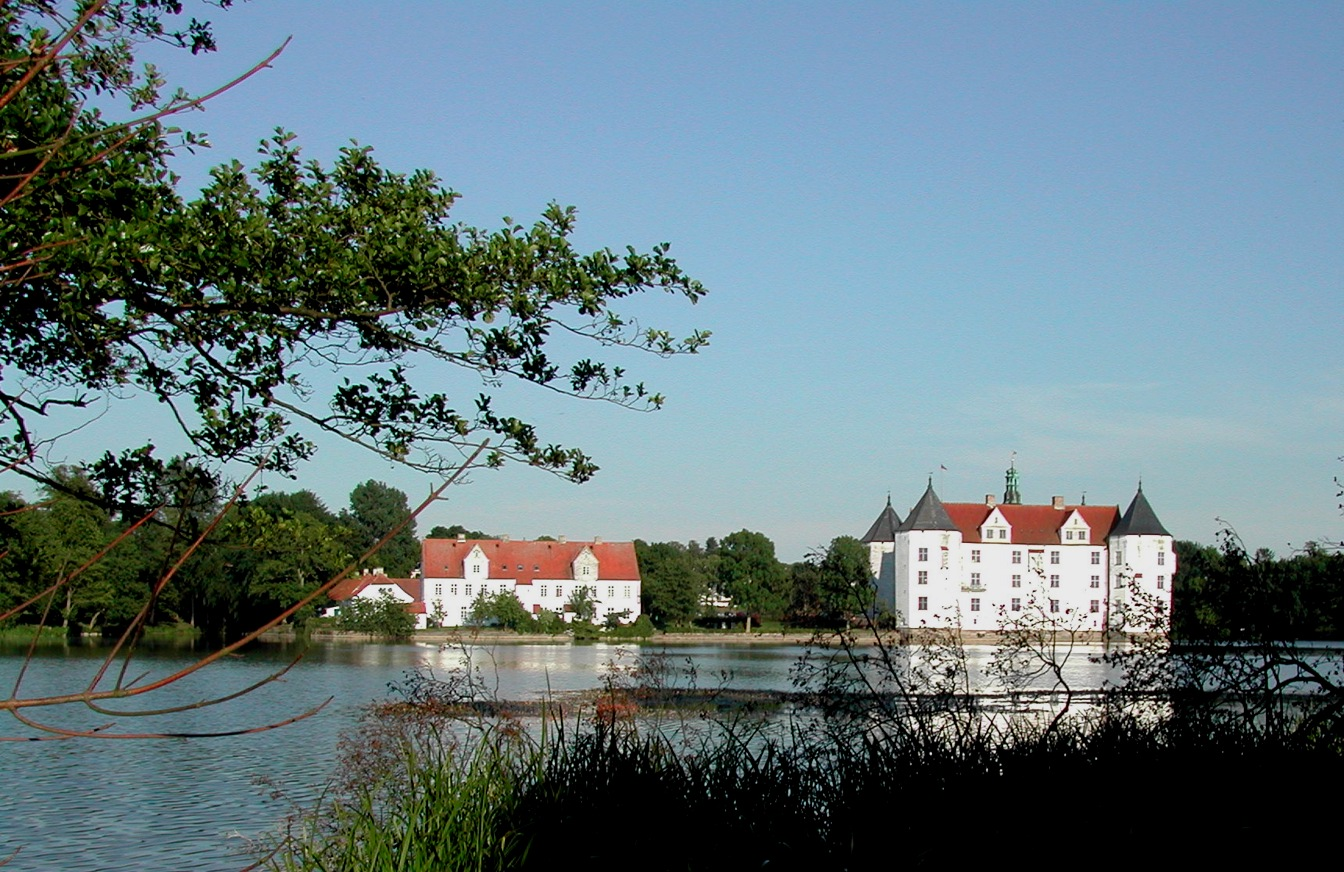
مكان إقامة ملوك الدنمارك في قلعة غلوكسبورغ

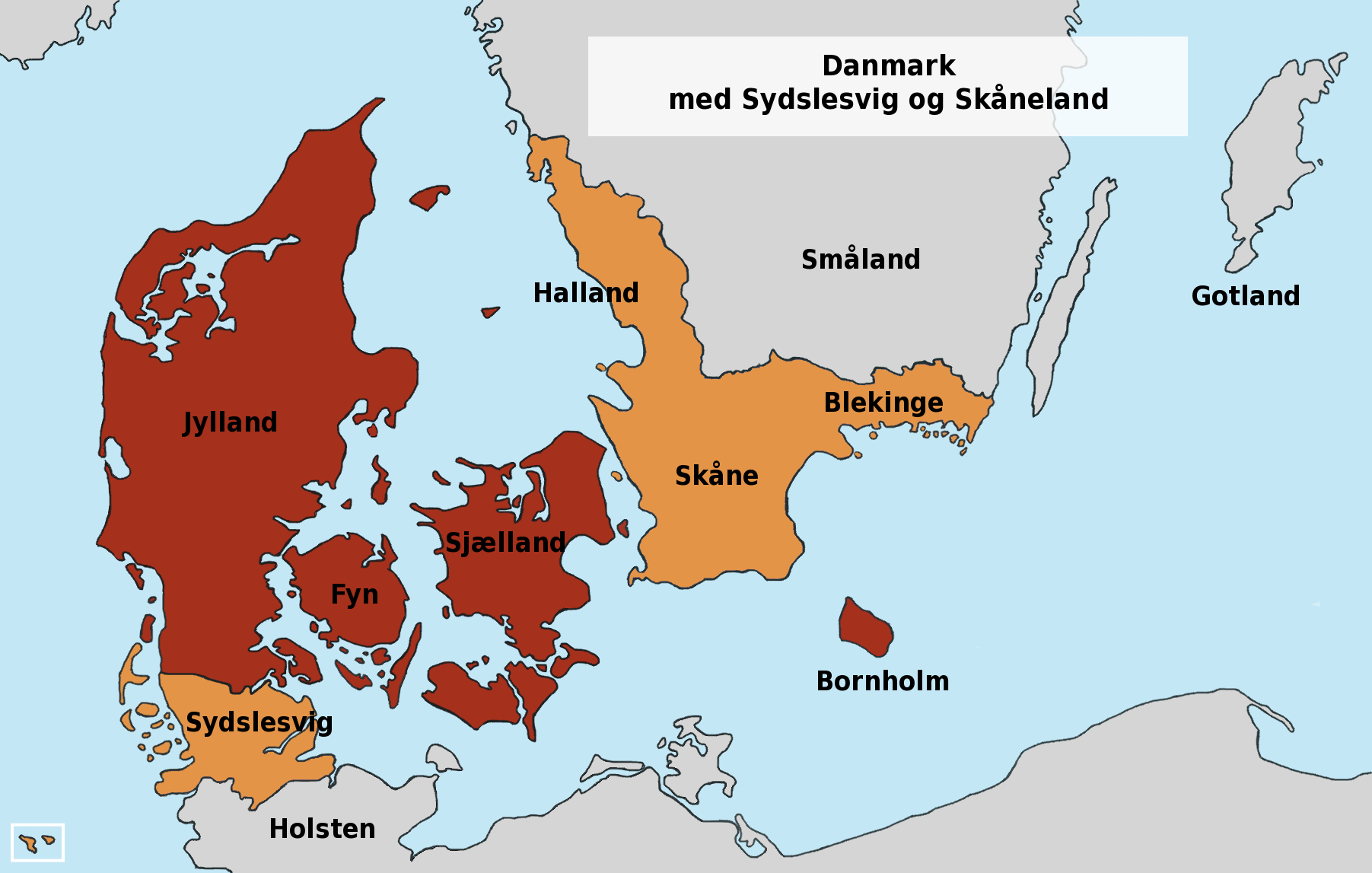
الدنمارك حاليا والمقاطعات الدنماركية السابقة شليسفيك الجنوبية و سكين و هالاند و بليكنجا.

شليسفيك الجنوبية  ((بالألمانية: Südschleswig) أو Landesteil Schleswig ، (بالدنماركية: Sydslesvig)) هو النصف الجنوبي من دوقية شليسفيك السابقة  في ألمانيا في شبه جزيرة جوتلاند. تغطي المنطقة الجغرافية اليوم المساحة الكبيرة بين نهر إيدر في الجنوب ومضيق فلنسبورغ في الشمال،  حيث يتاخم الدنمارك. تشكل منطقة شمال شليسفيك، التي تغطي ذات المساحة الخاصة بمقاطعة ساوث جوتلاند السابقة، أقصى جنوب الدنمارك. كانت المنطقة ملكًا للتاج الدنماركي حتى أعلنت بروسيا والنمسا الحرب على الدنمارك في عام 1864 م. الدنمارك أراد التخلي عن منطقة هولستين الناطقة باللغة الألمانية وتعيين الحدود الجديدة عند النهر الصغير «آيدر». خلص المستشار البروسي أوتو فون بسمارك إلى أن هذا يبرر الحرب، بل إنه أعلن أنها «حرب مقدسة». توجه المستشار الألماني أيضًا إلى إمبراطور النمسا فرانز جوزيف الأول طالبًا المساعدة. بعد ذلك وقعت حرب مماثلة في عام 1848 م، والتي كانت سيئة لبروسيا. مع مساعدة من كل من النمسا والجنرال الدنماركي المولد هيلموت فون مولتكه، دُمر الجيش الدنماركي أو أجبر على التراجع غير المنظم. وتم نقل الحدود البروسية-الدنماركية من إلبه إلى الشمال في جوتلاند عند نهر كونغون.
وبعد الحرب العالمية الأولى، وضعت الحدود الجديدة من خلال استفتائين اثنين. عاد الجزء الشمالي إلى الدنمارك باسم (Nordslesvig) )شمال سليسفك. لكن الجزئان الأوسط والجنوبي، بما في ذلك المدينة  الوحيدة في شليسفيك، فلنسبورغ، بقيت، منذ توحيد ألمانيا، في الأيدي الألمانية. في الدنمارك، فقد تسبب فقدان Flensborg Flensborg بأزمة سياسية، أو ما عرف باسم (Påskekrisen) Påskekrisen أو أزمة عيد الفصح، كونها حدث أثناء عيد الفصح عام 1920. بعد الحرب العالمية الثانية، ظلت المنطقة أرضاً ألمانية، ومع هولشتاين، شكلت ولاية شليسفيك هولشتاين الجديدة بكونها جزءا من جمهورية ألمانيا الاتحادية (ألمانيا الغربية) في عام 1948، ومن ثم ألمانيا حاليا بعد إعادة توحيد ألمانيا.

## التاريخ
أراضي شليسفيك شمال نهر إيدر وخليج كيل كان إقطاعية تابعة للتاج الدنماركي منذ أوائل العصور الوسطى. كانت منطقة هولشتاين الجنوبية تابعة لإمبراطورية الفرنجة، وفي وقت لاحق للإمبراطورية الرومانية المقدسة، لكن الملوك الدانمركيين حولوها إقطاعية إمبريالية منذ معاهدة ريب عام 1460.
تم طرح مسألة شليسفيك هولشتاين لأول مرة خلال ثورات عام 1848، عندما خاض الليبراليون القوميون الناطقون بالألمانية الذين تدعمهم بروسيا  حرب شليسفيغ الأولى من عام 1848 إلى عام 1851؛ لفصل شليسفيك وهولشتاين عن الدنمارك. على الرغم من استعادة الوضع الراهن آنذاك، استمر النزاع، وفي الأول من فبراير عام 1864 م عبرت القوات البروسية والنمساوية نهر آيدر،  مما أدى إلى اندلاع حرب شلسفيك الثانية، وبعدها اضطرت الدنمارك إلى التخلي عن شليسفيك وهولشتاين وفقًا لمعاهدة فيينا. وبعد الحرب النمساوية البروسية في عام 1866 م، سيطرت بروسيا المنتصرة على جميع أراضي شليسفيك وهولشتاين، ولكنها كانت مُلزمة من قبل اتفاقية صلح براغ بإجراء استفتاء في شمال شلسفيك الناطقة باللغة الدنماركية، وهو ما لم تفعله أبدًا.
بعد هزيمة ألمانيا في الحرب العالمية الأولى،  صدر مرسوم ينص على عقد استفتاء في شليسفيك وهما استفتاءا شليسفيك من خلال معاهدة فرساي 1919 م، التي رسمت الحدود الألمانية الدنماركية في الوقت الحاضر. دخلت الحدود حيز تنفيذ الاتفاقية في 15 يونيو 1920، حيث قسمت شليسفيك إلى الجزء الجنوبي والشمالي وتركت أقلية دانمركية وألمانية كبيرة على كلا الجانبين.

## اليوم
شليسفيك الجنوبية  جزء من الدولة الألمانية من خلال مقاطعة  شليسفيك هولشتاين، وهكذا يُشار لها بالألمانية باسم لاندستايل شليسفيك (Landesteil Schleswig)؛ أي إقليم  أو مقاطعة شليسفيك. ومع ذلك، فإن المنطقة لا تُشكل كيانًا إداريًا موحدا، بل تتكون من مناطق (Landkreise Landkreise شليسفيك-فلنسبورغ ونوردفريزلاند والمنطقة الحضرية (Kreisfreie Stadt Kreisfreie Stadt) من فلنسبورغ والجزء الشمالي من رندسبورغ-اكيرنفيردا. Bundesland

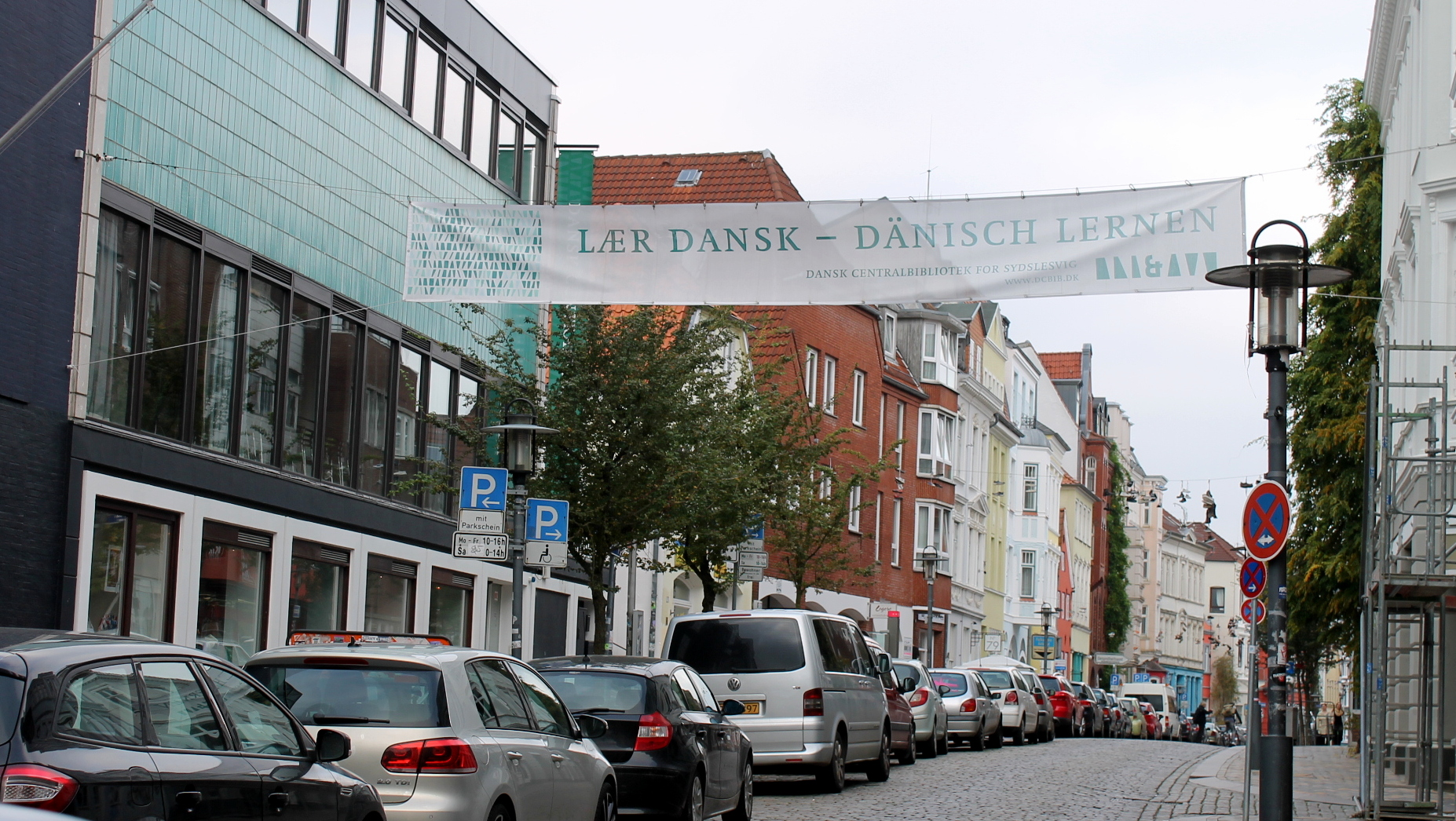
لافتة «تعلم الدنماركية» في فلنسبورغ، واحدة من المدن الرئيسية في شليسفيك الجنوبية

إلى جانب اللغة الألمانية القياسية، يُتحدثُ بلهجات سكسونية منخفضة (اللهجات السكسونية الشمالية المنخفضة)، فضلاً عن اللغة الدنماركية (اللغة الدنماركية القياسية أو اللغة الدنماركية الجنوبية الشليسفيكية) ومتخالفتها في جنوب جوتلاندك، بالإضافة إلى اللغة الفريزية الشمالية في الغرب. الدنماركية والفريزية الشمالية هما لغات أقليات رسمية. كثير من السكان الذين يتحدثون الألمانية فقط وليس الدنماركية لا يعتبرون المنطقة مختلفة عن بقية شليسفيك هولشتاين. يتعارض مع هذه الفكرة أولئك الذين يعرّفون أنفسهم بأنهم دنماركيون أو جنوب شليسفيكيون أو شليسفيكيون، ولا سيما المؤرخون والأشخاص الذين يتم تنظيمهم في مؤسسات الأقلية الدانماركية في  شليسفيك الجنوبية، مثل اتحاد شليسفيك الجنوبية للناخبين. كثير من الأسماء الأخيرة الموجودة في المنطقة غالبًا ما تكون ذات شكل إسكندنافي أو دنماركي، مع نهايات «سن» (-sen) مثل بيتيرسن (Petersen).
المدن الرئيسية في جنوب شليسفيك هي فلنسبورغ ووريندسبورغ  ومدينة شليسفيغ  وهوزم.

## قائمة المصادر
- لارس هينينغسن: Sydslesvigs danske historie ، فلنسبورغ 2013.
- لارس هيننغسن: زويشن غرينزكونفلتيك أوند غرينزفريدين ، فلنسبورغ 2011 (كوثيقة نسخة محفوظة 18 أكتوبر 2014 على موقع واي باك مشين. بتنسيق pdf نسخة محفوظة 18 أكتوبر 2014 على موقع واي باك مشين.)
- Karen Margrethe Pedersen: Dansk sprog i Sydslesvig: detans danske sprogs status inden for det danske mindretal i Sydslesvig ، معهد grænseregionsforskning Aabenraa 2000